# Helio Courier
Helio Courier bezeichnet eine Familie von STOL-Leichtflugzeugen des US-amerikanischen Herstellers Helio Aircraft, die ab 1948 entwickelt und außer bei Privatfliegern vor allem in Special Operations Einheiten militärisch eingesetzt wurden.

## Geschichte

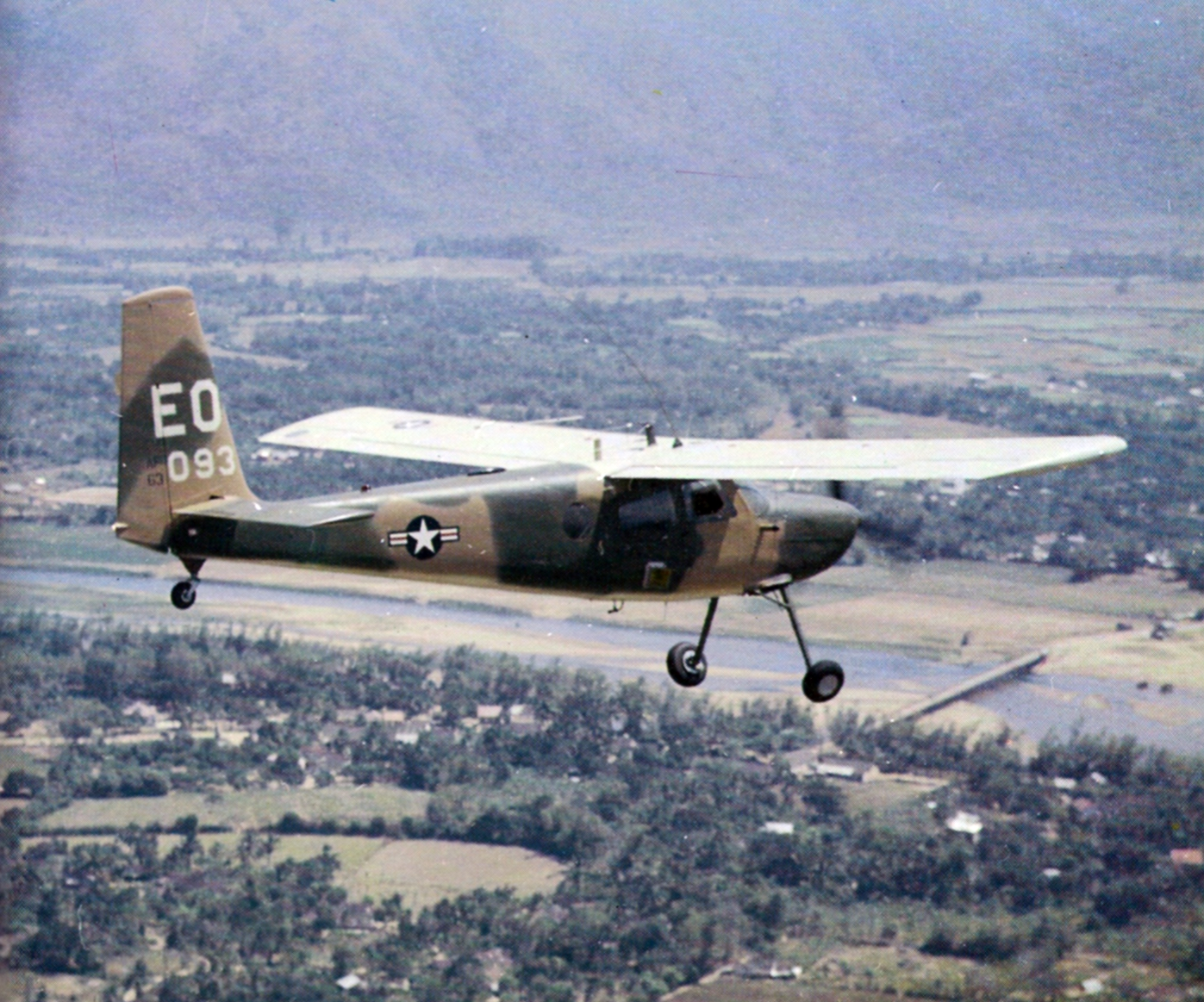
U-10B der 5th Special Operations Squadron 1969 in Vietnam, s/n 63-13093

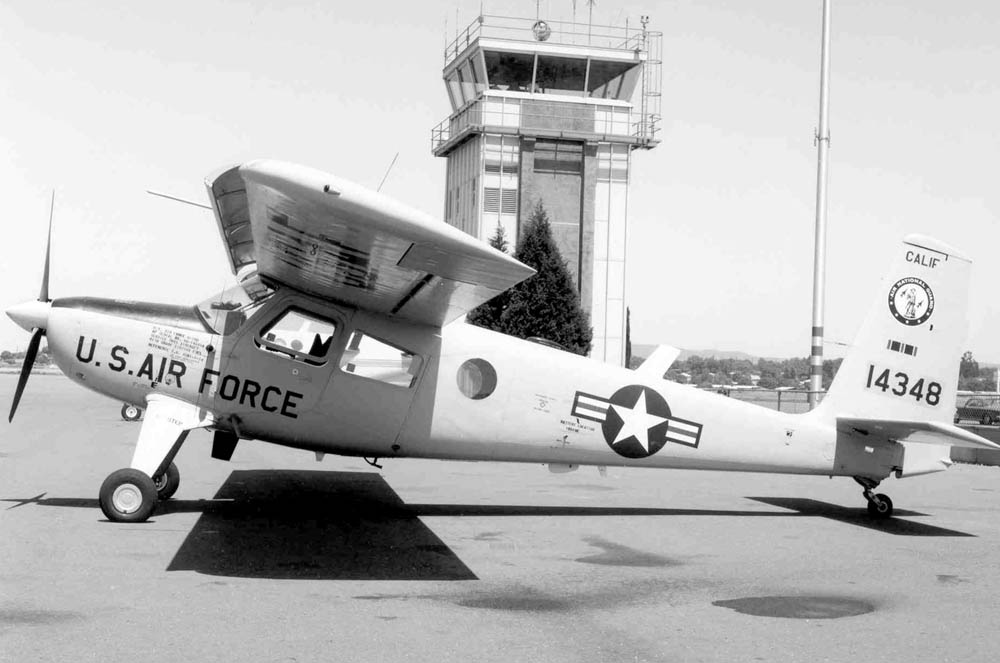
U-10D der kalifornischen Air National Guard

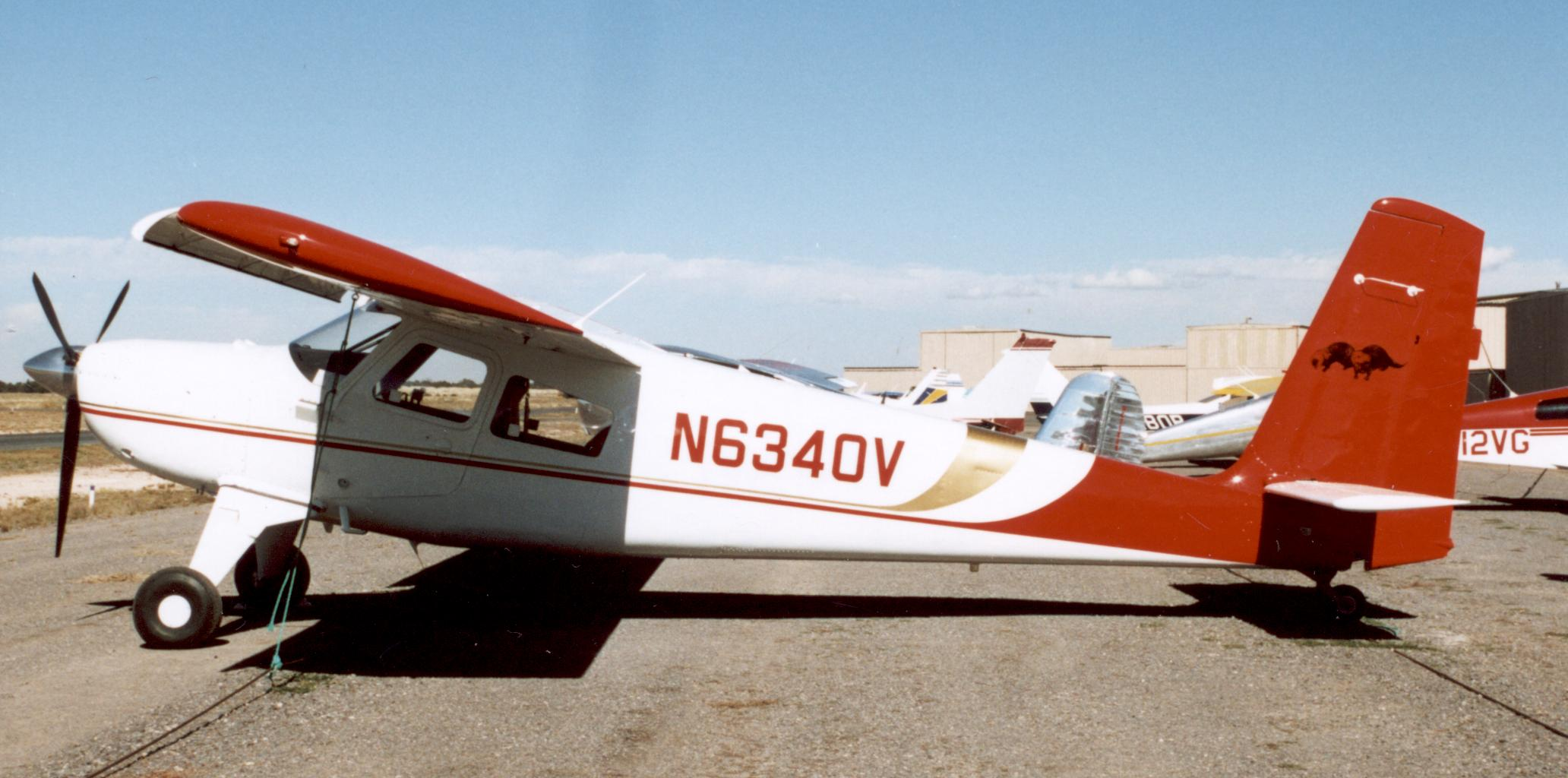
H-295

### Helioplane als Prototyp
Ausgangspunkt der Courier-Entwicklung war die von Otto Koppen entworfene Helioplane. Damit verfolgte dieser das Ziel, ein Leichtflugzeug zu bauen, in dem alle bekannten Hilfsmittel zur Auftriebserhöhung zusammengefasst werden, um so in dieser Klasse unerreichte Langsamflugeigenschaften und große Trudelsicherheit zu erreichen. Als Grundlage für den Bau des Prototyps verwendete Koppen eine zweisitzige Piper PA-17 Vagabond, die dabei stark modifiziert wurde. Die Spannweite wurde um 23 cm verkürzt, der Rumpf um 1,14 m verlängert. Daneben erhielt die Maschine eine zusätzliche Tür sowie ein stark überarbeitetes Leitwerk. Das Fahrwerk wurde weiter nach vorne verlegt und automatische Vorflügel installiert. Um die wirksame Fläche der Landeklappen zu vergrößern, waren die Querruder so eingerichtet, dass diese bei Bedarf zusammen mit den Klappen abgesenkt werden konnten, was heute als Flaperon bezeichnet wird. Unabhängig von ihrer jeweiligen Position wurden die Querruder jedoch immer über den Steuerknüppel betätigt. Das Seitenruder war zweigeteilt; die untere Hälfte wurde zusammen mit den Querrudern bewegt, während der Pilot die obere Hälfte konventionell steuerte.
Zum Ausgleich des erhöhten Widerstands durch die großen Landeklappen beim Start erhielt die Helioplane einen großen Aeromatic-Propeller mit einem Durchmesser von 2,75 m. Durch ein Riemengetriebe mit einem Untersetzungsverhältnis von 2,3:1 drehte der Propeller nur mit 1080 bis 1200 min−1. Zusätzlich sollte durch den langsameren, aber stark vergrößerten Volumenstrom des Propellers auch die aerodynamische Effizienz der Landeklappen erhöht werden. Auf einen eigens entwickelten Schalldämpfer, der die ausströmende Kühlluft des Motors nutzte, erhielt Koppen ein Patent.
Gebaut wurde der mit einem Continental A65 ausgerüstete Prototyp (Luftfahrzeugkennzeichen N9390H) von E. W. Wiggins in Norwood (Massachusetts) und flog am 8. April 1949 zum ersten Mal. Die nachfolgende Erprobung erstreckte sich über 10 Monate und umfasste 100 Flugstunden. Hierbei konnten die erwarteten sehr guten Kurzstarteigenschaften erbracht werden, die jedem anderen zeitgenössischen Starrflügelflugzeug weit überlegen waren. So benötigte die Helioplane beim Start lediglich 100 m, um ein 5 m hohes Hindernis zu überfliegen.
Für die nachfolgende viersitzige Ausführung wurde 1950 ein weiterer Prototyp gebaut und als Helioplane-4 bezeichnet. Dieser war mit einem 145-PS-Continental-Triebwerk ausgerüstet und trug das Kennzeichen N74151. Der ursprüngliche Helioplane-Prototyp erhielt danach die Bezeichnung Helioplane-2.

### H-391B Courier und H-392 Strato Courier
Die Helioplane-4 setzte Helio Aircraft anschließend unter der Bezeichnung H-390 Courier als Demonstrator für die Vermarktung des Flugzeugs ein. Die Courier übernahm mit dem Landeklappensystem und den über die gesamte Spannweite reichenden automatischen Vorflügeln die Hochauftriebshilfen der Helioplane. Bei der Überführung zu einer geplanten Vorführung in Kanada stürzte die Maschine ab, wobei der Pilot William Dean ums Leben kam. Das erste, 1952 gebaute und 1953 geflogene Serienexemplar der viersitzigen Ausführung erhielt die Bezeichnung H-391 Courier und wurde von der US Army erworben. Ob noch zwei weitere H-391 gebaut wurden, wie dies eine Quelle behauptet, ist jedoch zweifelhaft.
Die US Civil Aeronautics Authority (CAA) erteilte im September 1953 dem Baumuster die Zulassung. Der Serienbau sollte ursprünglich von der Aeronca Aircraft Corp. durchgeführt werden, tatsächlich aber wurde die Courier von der im Juli 1956 von Helio erworbenen und in Pittsburg (Kansas) ansässigen Mid-States Manufacturing Corp. hergestellt. Nach der nur in einem Exemplar gebauten H-391 folgte dann mit der H-391B Courier die endgültige Serienausführung. Die erste H-391B hatte 1954 ihren Erstflug. Als Triebwerk wird bei der H-391B ein Lycoming GO-435-C2B2-6 mit einer Leistung von 260 PS, zusammen mit einem Zweiblatt-Propeller eingesetzt. Die viersitzige Maschine kann durch einen weiteren provisorischen Sitz statt eines Gepäckabteils, als Fünfsitzer eingesetzt werden. Ab 1956 wurde auch eine Schwimmer-Ausführung angeboten. Bis Januar 1959 hatte Helio 110 Courier gebaut, von denen 94 als Geschäftsreiseflugzeuge und im Industrieflug (heute meist von Hubschraubern wahrgenommen) eingesetzt wurden. Eine andere Quelle gibt 102 Exemplare als Gesamtproduktion an, sodass nach 1959 wahrscheinlich keine H-391B mehr gebaut wurden.
Die 1957 vorgestellte H-392 Strato Courier unterscheidet sich von der Standard-Courier im Wesentlichen durch den Einsatz eines aufgeladenen 340 PS leistenden Lycoming GSO-480-A1A6 Triebwerks, das einen Dreiblatt Hartzell-Propeller antreibt. Gedacht war diese Version vor allem für Luftbildeinsätze in großer Höhe. Es wurde aber wahrscheinlich nur ein Exemplar aus einer H-391B umgebaut.

### H-395 Super Courier und H-295 Super Courier
Die Variante H-395 führte Helio 1958 ein. Sie unterscheidet sich von der H-391B nur durch die Verwendung eines Lycoming GO-480-C1D6 mit einer Leistung von 265 PS, der auf einen Dreiblatt-Propeller mit 2,44 m Durchmesser wirkt. Die verbesserte sechssitzige H-295 Super Courier hatte ihren Erstflug am 24. Februar 1964. Die Super Courier wurde fast ausschließlich für militärische Zwecke eingesetzt. Über eine zivile Verwendung ist lediglich bekannt, dass angeblich sieben Exemplare mit einem leistungsreduzierten Triebwerk hergestellt wurden.

### H-250 Courier Mk. II (ex Caballero)
Im März 1964 stellte Helio die H-250 Courier Mk. II vor, die anfangs auch mit dem Zusatznamen Caballero angeboten wurde. Dies war eine vereinfachte, leichtere sechssitzige Ausführung der Courier. Der Preis betrug 33.400 US-Dollar und lag damit etwa 7000 Dollar unter dem Preis der Courier. Die Maschine wurde so umkonstruiert, dass mit einer nur um 10 kg erhöhten Abflugmasse eine um 33 % erhöhte Nutzlast transportiert werden konnte. Der getriebelose 250 PS leistende Lycoming O-540-A2B erlaubte eine Reisegeschwindigkeit von 254 km/h sowie eine Landegeschwindigkeit von 50 km/h und ermöglichte eine Reichweite von 1160 km. Die Startstrecke über ein 15-m-Hindernis betrug 254 m. Von der H-250 wurden bis zum Produktionsende 1974 41 Exemplare hergestellt.

### H-700 und H-800
Im Jahr 1967 erwarb eine neue Gesellschaft, die Helio Aircraft Company (HAC) alle Rechte an den Helio-Entwürfen. Das Hauptquartier wurde am bisherigen Standort der Helio-Produktion in Pittsburg (Kansas) eingerichtet. Die Gesellschaft begann mit dem Model 600 (400 PS Lycoming IO-720) und Model 700 (350 PS TIO-540) neue Versionen der Super Courier herzustellen.
Helio wurde 1969 eine Abteilung der in El Segundo (Kalifornien) beheimateten General Aircraft Corporation (GAC). Lynn Bollinger agierte als Chairman und Chief Executive Officer von GAC und initiierte die Planungen eines STOL-fähigen 36-sitzigen Kurz- bis Mittelstrecken Turbopropverkehrsflugzeugs. Zwar wurden noch Aufträge zum Bau einer vollmaßstäblichen Attrappe des als GAC-100 bezeichneten Projekts vergeben, das Programm wurde aber nicht zu Ende geführt. Anfang der 1980er Jahre stellte HAC auch nochmal 18 Exemplare der Courier unter den Bezeichnungen H-700 und H-800 her.
Derzeit (2017) besitzt die Helio Aircraft LLC in Prescott (Arizona) die Rechte am Bau der Courier.

## Militärische Varianten
Die erste Serien-Courier, die einzige H-391, erwarb die US Army und stellte sie 1953 als YL-24 (US-Army-Seriennummer 52-2540) zur Evaluierung in Dienst. Wegen fehlender Haushaltsmittel kamen kurzfristig keine weitere Beschaffungen zustande. Erst 1958 zeigte die USAF erneut Interesse an dem Muster und kaufte drei H-395 Super Courier, die sie unter der Bezeichnung L-28A erprobte. Zwar konnten die Maschinen die Erwartungen der Militärs erfüllen und zum Teil sogar übertreffen, weitere Aufträge blieben danach aber aus.
Als 1962 die US Army und die USAF mit den Anforderungen des Krieges in Südostasien konfrontiert wurden, wurden die STOL-Eigenschaften der L-28 wieder als wichtig angesehen, um Operationen im Dschungel unterstützen zu können. Zwischen 1962 und 1966 beschaffte das amerikanische Militär insgesamt 195 H-395 mit neun unterschiedlichen Aufträgen. Davon wurden 29 als L-28A bestellt und 1963, nach der Umstellung des Bezeichnungssystems für Luftfahrzeuge, als U-10A in Dienst gestellt. Dabei gingen 27 Exemplare an die USAF und zwei an die US Army. In den Jahren 1963 und 1964 wurden 78 weitere Maschinen als U-10B geliefert, wovon die USAF 57 und die US Army 21 erhielt. Von 1964 bis 1965 wurden 88 U-10D beschafft; die USAF erhielt 36 und die US Army 52 Maschinen.
Die U-10B unterschied sich, abgesehen von einer erhöhten Treibstoffkapazität, lediglich in Ausrüstungsdetails von der U-10A; die U-10D hatte sechs Sitze, weiter vergrößerte Treibstofftanks und eine nach oben öffnende Tür, um das Absetzen von Fallschirmjägern zu erleichtern. Da die U-10 in der Lage war von fußballfeldgroßen Behelfsplätzen zu operieren, erhielten die Air Commando Squadrons, später umbenannt in Special Operations Squadrons (SOS), die USAF-Flugzeuge. Ihr Einsatzgebiet umfassten die visuelle Aufklärung, Frachttransport, Absetzen von leichten Gütern aus der Luft, Einsätze im Rahmen der psychologische Kriegsführung, Such- und Rettungseinsätze sowie Forward-Air-Controller-Aufgaben.
Im Rahmen der Operation Farm Gate verlegten 1963 die ersten U-10 nach Südvietnam, um Einsatzerfahrungen unter Kampfbedingungen zu sammeln. Für Psy-War-Einsätze (Psychologische Kriegsführung) warfen die U-10 Propagandamaterial ab oder trugen Lautsprecher an den Rumpfseiten, um entsprechende Banddurchsagen zu verbreiten. Ab 1964 flogen die U-10 der SOS hunderte von Einsätzen von Stützpunkten im Hochland Vietnams und von Laos und Thailand aus. Die USAF zog das Muster ab 1971 aus Vietnam zurück und 1973 befanden sich keine Maschinen mehr in deren Bestand.
Im Dienst der US Army wurden die U-10 hauptsächlich von 1965 bis 1972 zur Unterstützung der Special Forces in Südostasien eingesetzt. Eine geringe Anzahl waren in dieser Zeit jedoch auch in Europa und den USA stationiert. Zwar wurden die meisten U-10 in den aktiven Army-Einheiten im Laufe der 1970er Jahre durch Hubschrauber ersetzt, die Reserveeinheiten der Special Forces musterten ihre letzten U-10 aber erst 1985 aus.
Die genannten Produktionszahlen orientieren sich an E. R. Johnson (2013, S. 419–421) und weichen teils deutlich von denen bei Andrade (1979, S. 172) und in einer Internetquelle genannten ab.
| Quelle               | U-10A (USAF/US Army)    | U-10B      | U-10D      | Total                      |
| -------------------- | ----------------------- | ---------- | ---------- | -------------------------- |
| Johnson (2013)       | 29 (27/2)               | 78 (57/21) | 88 (36/52) | 192 (120 USAF, 72 US Army) |
| Andrade (1979)       | 29 (3 L-28A + 26 U-10A) | 57         | 36         | 122                        |
| secretprojects.co.uk | 25                      | 86         | 44         | 155                        |

## Technische Daten
| Kenngröße              | Helioplane-2                | H-391B | H-395 |
| ---------------------- | --------------------------- | --- | --- |
| Besatzung              | 1                           | 1 | 1 |
| Passagiere             | 1                           | 3–4 | 3–4 |
| Länge                  | 6,80 m                      | 9,15 m | 9,37 m |
| Spannweite             | 8,70 m                      | 11,89 m | 11,89 m |
| Höhe                   |                             | 2,69 m | 2,69 m |
| Flügelfläche           |                             | 21,46 m² | 21,46 m² |
| Flügelstreckung        |                             | 6,6 | 6,6 |
| Leermasse              | 385 kg                      | 853 kg | 924 kg |
| max. Startmasse        | 611 kg                      | 1362 kg | 1778 kg |
| Höchstgeschwindigkeit  |                             | | 283 km/h |
| Reisegeschwindigkeit   |                             | 261 km/h in 2590 m                                                                                          | 274 km/h in 2500 m (75 % Leistung)                                                                                            |
| Mindestgeschwindigkeit |                             | unter 50 km/h (30 mph)                                                                                      | unter 50 km/h (30 mph) |
| Dienstgipfelhöhe       |                             | 7040 m | 7160 m |
| Reichweite             |                             | 1120 km, 1560 km mit Zusatztanks                                                                            | 1355 km |
| Triebwerke             | 1 × Continental C-85; 85 PS | 1 × Lycoming GO-435-C2B2-6; 260 PS Sechszylinder-Boxermotor mit Getriebe, Constant-speed-Zweiblattpropeller | 1 × Lycoming GO-480-C1D6; 295 PS Sechszylinder-Boxermotor mit Getriebe, Constant-speed-Dreiblattpropeller, 2,44 m Durchmesser |

## Erhaltene Exemplare
Der 1963 von Helio Aircraft an das National Air and Space Museum übergebene Helioplane-Prototyp, wird in der Paul Garber Facility in Suitland (Maryland) ausgestellt.